# イオンモール羽生
イオンモール羽生（イオンモールはにゅう）は、埼玉県羽生市川崎二丁目の羽生下川崎産業団地内（国道122号、国道125号行田バイパス沿い）に所在するイオンモール株式会社運営のモール型ショッピングセンターである。

## 概要
羽生下川崎産業団地は埼玉県企業局が工業施設用途として整備したものであるが、当モールの部分は商業施設用途に変更され、仮称「イオン羽生ショッピングセンター」として着工、2007年（平成19年）11月2日に開業した。
イオンモール株式会社は同年8月に株式会社ダイヤモンドシティと合併しており、当モールが合併後初の出店となる。
店舗面積88,208m²・テナント数約200店を擁し、開業時点では約285mのモール専門店部分はイオングループ最大規模であった。実際の商圏は自家用車30分圏内だが、埼玉県利根地域だけでなく、群馬県、栃木県からも来客がある。
なお、イオングループではかつて羽生市中心部にジャスコ羽生店を出店していたが撤退しており、羽生市内へは事実上の再出店となる。

## テナント
出店テナント全店の一覧・詳細情報は公式サイト「ショップガイド」を、営業時間およびATMを設置する金融機関の詳細は公式サイト「営業時間・サービス案内」を参照。
核店舗はイオン（旧・ジャスコ）羽生店である。1階は輸入食材や高級スイーツ関連の専門店およびレストラン街を中心に、宝飾品、輸入雑貨の専門店などが出店している。サービス関連のテナントでは携帯電話ショップ、医療機関、住宅設備のショールーム、調剤薬局併設のドラッグストア、家電量販店、高齢者デイサービスセンターなどが立地する。
2階は大型書店、スポーツショップ、大手CDショップ、登山用品専門店を始め、ゲームセンター、スポーツクラブ、若者向けファッションの店舗が立地する。
3階はシネマコンプレックスをはじめファミリー向け衣料品、服飾雑貨の専門店、100円ショップ、レトロな駄菓子屋、キャラクターショップ、ホビー関連の専門店、サービス関係では英会話教室、パソコン教室、旅行代理店などの専門店が立地する。

### 閉店したテナント
- WAVE（2011年5月22日で閉店 2階 西街区）[13]
- Le Cafe FLO（2011年7月10日で閉店 1階 東街区）[14]
- 面白てぃしゃつ屋 （2011年8月21日で閉店 3階 東街区）[15]
- 日旅サービス（2012年1月10日で閉店 1階 アトリウム街区）[16]
- エステ ベル リフレ（2013年3月31日で閉店 2階 アトリウム街区）[17]
- ビルド・ア・ベア・ワークショップ - 埼玉県初出店[2]（2013年10月9日で閉店 3階東街区）[18]
- ユニクロ - （2020年10月8日で閉店 3階）[19]

## 沿革
- 2007年（平成19年）
  - 1月30日 - 建設着工。
  - 10月30日 - 試験開業（プレオープン）。
  - 11月2日 - 正式開業。
- 2008年（平成20年）
  - サイン計画がグッドデザイン賞受賞[20]
- 2013年（平成25年）
  - 11月29日[21]- 開店以来初の大幅のリニューアル、モール全体の約70%の145店舗を刷新[21][22][12]。